# Dan Ursuleanu
Dan Ursuleanu (n. 6 noiembrie 1942, Cernăuți, România – d. 2 martie 2013, București, România) a fost un jurnalist și scriitor român, cunoscut în primul rând ca realizator a numeroase emisiuni de radio pe Programul III al Radio România, înainte de 1990.

## Activitate

### Începutul carierei
În 1965 a absolvit Facultatea de Filologie a Universității din București, după care a lucrat scurt timp la revista Luceafărul. În decembrie 1966 se angajează la Redacția Copii-Tineret a Radioteleviziunii Române unde timp de peste două decenii a fost reporter și realizator de emisiuni. În prima perioadă a realizat emisiuni precum „Caravana fanteziei”, „La frontierele cunoașterii”, „Club T” și „Laboratoarele performanței”.
Pentru o vreme, între 1975 și 1982, este detașat la compartimentul TV al redacției Copii-Tineret, pentru a realiza emisiunea de tineret „Romantic Club”. În această perioadă este prezentatorul concursurilor interjudețene „Cheia orașelor” și „Turneul emblemelor”, desfășurate în diverse locuri din țară.

### Programul III
Revenit la Radio, intră în colectivul redacțional al Programului III, înființat în martie 1973, și realizează emisiuni ca „Extemporal la fantezie”, „Trecem pe recepție”, „Căutătorii de energie” și „Exerciții pentru acasă”. Aceasta din urmă, redenumită mai tîrziu „Logicon”, era un concurs de probleme și jocuri de logică, matematică, rebus, scrabble etc., la care ascultătorii puteau participa prin poștă cu rezolvări și propuneri de noi probleme. Marele succes la public a făcut ca emisiunea „Logicon” să stabilească recordul de scrisori primite la radio, circa 20 000 pe an.
Începînd cu 27 ianuarie 1982, iubitorii de literatură științifico-fantastică îi apreciau în special emisiunea „Exploratorii lumii de mîine” (numită inițial „Radiobiblioteca SF”) care, pe lîngă rubrica de teatru radiofonic SF realizată de actori și regizori valoroși ai Radioului, aborda și unele teme incomode pentru regimul politic comunist de atunci: paranormal, OZN, CNI (cazuri neelucidate încă). În momentul respectiv era singura emisiune cu tematică SF din Europa de Est.
Începînd tot din 1982, realizează sub titlul „Teatru de divertisment” circa 200 de emisiuni de cîte două ore. Unele dintre acestea au fost reluate de mai multe ori: „Ulise pe scenă și în culise”, „Alfa Romeo și Julieta”, „Poveste în doi timpi și trei muschetari”, „Tunelul timpului liber”, „Crocodiliada”, „Reclama e sufletul umorului” etc.
Pînă în 1989, în paralel cu activitatea de la radio și televiziune, a scris o serie de cărți umoristice și de versuri pentru copii: Umor pe patru roți, Comic-voiajor, Lupul care a uitat proverbele și Poveste cu poze și pozne.

### După 1989
După Revoluția din 1989, i s-a propus funcția de redactor-șef al Programului III, dar a refuzat. A acceptat în schimb să înființeze Secretariatul General Radio, Direcția de Relații cu Publicul, al cărui director a fost pînă în 1996. În aceeași perioadă a conceput și înființat postul de radio Antena Bucureștilor, redenumit mai tîrziu Radio București și apoi București FM. A făcut parte din Consiliul de Administrație al Radiodifuziunii și a fost purtător de cuvânt al acestei instituții.
În 1998 a creat Redacția Jocuri, Concursuri, Divertisment - Copii și Tineret, pe care a condus-o ca redactor-șef. În acești ani a realizat cîteva emisiuni din seria „Cafeneaua literar-artistică” în care erau invitate personalități ale culturii românești și a condus emisiunea-concurs pentru rebusiști „Careul de aur”, difuzată la Televiziunea Română. Cînd această redacție a fost desființată în 2002 prin reorganizarea Societății Române de Radio, Dan Ursuleanu a lucrat pe canalul România Cultural unde a realizat emisiunile „Memoria Radioului” și „Cap-Compas”. A ieșit la pensie în 2006.
În ultimii ani ai vieții a lucrat la cîteva dicționare rebusistice și de scrabble, un volum de versuri intitulat Sustrageri de la asemănare, un volum de proză umoristică numit Comedia salvează România și o enciclopedie cu tema Cîinele în istoria civilizației.
Printre celelalte pasiuni ale sale se numărau șahul, filatelia și rebusul. Vorbea limbile franceză și italiană.
Dan Ursuleanu a decedat după o boală lungă și grea și a fost înmormîntat la Cimitirul Bellu din București. În urma sa rămîne partenera de o viață, Camelia Stănescu-Ursuleanu.

## Aprecieri
În semn de apreciere pentru efortul de promovare a genului științifico-fantastic în țară, Societatea Română de Science Fiction și Fantasy l-a numit pe Dan Ursuleanu printre membrii săi de onoare, alături de Ion Hobana și o serie de personalități din străinătate.